# Kaiserpokal 2001
Der Kaiserpokal 2001 war die 81. Austragung des Kaiserpokals, des höchsten japanischen Fußballpokalwettbewerbs. Sieger des Wettbewerbs waren die Shimizu S-Pulse.

## Ergebnisse

### 1. Runde
|                                               | Ergebnis        |                               |
| --------------------------------------------- | --------------- | ----------------------------- |
| Ohara Gakuen JaSRA                            | 1:3             | Komazawa-Universität          |
| Sun Life                                      | 0:4             | Kunimi High School            |
| Tōkai-Universität                             | 2:0             | Omiya Ardija                  |
| Universität Nagasaki                          | 1:3             | Nippon Steel Oita             |
| Saitama SC                                    | 00:14           | Yokohama FC                   |
| NTT West Kumamoto                             | 3:1             | Yamagata FC                   |
| Kwansei-Gakuin-Universität                    | 0:5             | Kawasaki Frontale             |
| Hōsei-Universität                             | 1:0             | Honda Lock                    |
| Gifu Technical High School                    | 1:7             | Mito HollyHock                |
| Denso                                         | 4:2             | Akita Commercial High School  |
| Mind House TC                                 | 1:3             | Albirex Niigata               |
| Tochigi SC                                    | 3:1             | Fukui-Kogyo-Universität       |
| FC Primeiro                                   | 0:4             | Vegalta Sendai                |
| FC Kyoken Kyoto                               | 4:0             | Morioka Zebra                 |
| Universität Kōchi                             | 0:1             | Honda Motors                  |
| Kainan FC                                     | 1:1 (4:2 i. E.) | Teihens FC                    |
| Juntendō-Universität                          | 3:4             | Sagawa Express                |
| Saga Nanyo Club                               | 1:0             | Kibi International University |
| Okinawa Kariyushi FC                          | 1:2             | Oita Trinita                  |
| SC Tottori                                    | 1:0             | Apple Sports College          |
| Muchz FC                                      | 0:7             | Shonan Bellmare               |
| Sony Sendai FC                                | 0:1             | Nara-Sangyo-Universität       |
| Universität Fukuoka                           | 1:1 (1:3 i. E.) | Sagan Tosu                    |
| Iwami FC                                      | 0:4             | Jatco TT                      |
| Osaka University of Health and Sport Sciences | 0:4             | Ventforet Kofu                |
| ALO's Hokuriku                                | 2:1             | Dohto-Universität             |
| Volca Kagoshima                               | 2:3             | Montedio Yamagata             |
| Ehime FC                                      | 3:2             | Universität Fukuyama          |
| Nirasaki Astros                               | 0:4             | Kyoto Purple Sanga            |
| Gunma FC Fortona                              | 6:1             | Aster Aomori FC               |
| Ryūtsū-Keizai-Universität                     | 3:1             | Hannan-Universität            |
| Yamaguchi Teachers                            | 0:8             | Otsuka Pharmaceutical         |

### 2. Runde
|                           | Ergebnis        |                         |
| ------------------------- | --------------- | ----------------------- |
| Komazawa-Universität      | 4:1             | Kunimi High School      |
| Tōkai-Universität         | 4:3             | Nippon Steel Oita       |
| Yokohama FC               | 5:0             | NTT West Kumamoto       |
| Kawasaki Frontale         | 1:0             | Hōsei-Universität       |
| Mito HollyHock            | 1:0             | Denso                   |
| Albirex Niigata           | 2:1             | Tochigi SC              |
| Vegalta Sendai            | 4:1             | FC Kyoken Kyoto         |
| Honda Motors              | 6:0             | Kainan FC               |
| Sagawa Express            | 10:0            | Saga Nanyo Club         |
| Oita Trinita              | 2:1             | SC Tottori              |
| Shonan Bellmare           | 0:0 (3:4 i. E.) | Nara-Sangyo-Universität |
| Sagan Tosu                | 1:0             | Jatco TT                |
| Ventforet Kofu            | 1:0             | ALO's Hokuriku          |
| Montedio Yamagata         | 1:0             | Ehime FC                |
| Kyoto Purple Sanga        | 3:0             | Gunma FC Fortona        |
| Ryūtsū-Keizai-Universität | 2:3             | Otsuka Pharmaceutical   |

### 3. Runde
|                      | Ergebnis |                         |
| -------------------- | -------- | ----------------------- |
| Júbilo Iwata         | 3:2      | Komazawa-Universität    |
| Tokyo Verdy 1969     | 2:0      | Tōkai-Universität       |
| FC Tokyo             | 0:1      | Yokohama FC             |
| Consadole Sapporo    | 2:3      | Kawasaki Frontale       |
| Gamba Osaka          | 5:0      | Mito HollyHock          |
| Avispa Fukuoka       | 2:3      | Albirex Niigata         |
| Sanfrecce Hiroshima  | 1:0      | Vegalta Sendai          |
| Shimizu S-Pulse      | 2:0      | Honda Motors            |
| Nagoya Grampus Eight | 0:4      | Sagawa Express          |
| Cerezo Osaka         | 3:2      | Oita Trinita            |
| Kashima Antlers      | 6:0      | Nara-Sangyo-Universität |
| Kashiwa Reysol       | 1:2      | Sagan Tosu              |
| Urawa Reds           | 2:0      | Ventforet Kofu          |
| Vissel Kobe          | 1:0      | Montedio Yamagata       |
| Yokohama F. Marinos  | 0:1      | Kyoto Purple Sanga      |
| JEF United Ichihara  | 5:0      | Otsuka Pharmaceutical   |

### Achtelfinale
|                     | Ergebnis |                     |
| ------------------- | -------- | ------------------- |
| Júbilo Iwata        | 1:3      | Tokyo Verdy 1969    |
| Yokohama FC         | 1:3      | Kawasaki Frontale   |
| Gamba Osaka         | 1:0      | Albirex Niigata     |
| Sanfrecce Hiroshima | 0:4      | Shimizu S-Pulse     |
| Sagawa Express      | 0:2      | Cerezo Osaka        |
| Kashima Antlers     | 6:0      | Sagan Tosu          |
| Urawa Reds          | 4:1      | Vissel Kobe         |
| Kyoto Purple Sanga  | 0:4      | JEF United Ichihara |

### Viertelfinale
|                  | Ergebnis |                     |
| ---------------- | -------- | ------------------- |
| Tokyo Verdy 1969 | 0:3      | Kawasaki Frontale   |
| Gamba Osaka      | 0:2      | Shimizu S-Pulse     |
| Cerezo Osaka     | 4:2      | Kashima Antlers     |
| Urawa Reds       | 2:1      | JEF United Ichihara |

### Halbfinale
|                   | Ergebnis |                 |
| ----------------- | -------- | --------------- |
| Kawasaki Frontale | 1:2      | Shimizu S-Pulse |
| Cerezo Osaka      | 1:0      | Urawa Reds      |

### Finale
|                 | Ergebnis |              |
| --------------- | -------- | ------------ |
| Shimizu S-Pulse | 3:2      | Cerezo Osaka |